# .pt
.pt je internetová národní doména nejvyššího řádu pro Portugalsko.
Od 1. července 2005 je možné použití zvláštních znaků, např. ç, é, õ atd.
- .com.pt: bez omezení
- .edu.pt: vzdělávání
- .gov.pt: parlament
- .int.pt: mezinárodní instituce nebo diplomatické mise
- .net.pt: poskytovatelé telekomunikačních služeb
- .nome.pt: jednotlivci (nome je Portugalsky jméno)
- .org.pt: neziskové organizace
- .publ.pt: publikace (noviny)